# Euston (stacja metra)
Euston – podziemna stacja metra w Londynie znajdująca się bezpośrednio pod dworcem kolejowym Euston Station w dzielnicy Camden i obsługująca oba śródmiejskie odgałęzienia Northern Line, a także Victoria Line. Rocznie korzysta z niej ok. 25,8 mln pasażerów. Należy do pierwszej strefy biletowej.